# Ruins
Ruins je japonská hudební skupina, duo produkující energickou hudbu na pomezí progresivního roku, jazz fusion a noise rock. Kapelu od založení roku 1985 provází bubnující a zpívající Tacuja Jošida, na pozici baskytaristy se vystřídalo více osobností. V novější éře potom duo vyměnilo basu za alt saxofon a vystupuje pod názvem Sax Ruins.